# Santa Maria de Miralles
Santa Maria de Miralles – gmina w Hiszpanii, w prowincji Barcelona, w Katalonii, o powierzchni 25,3 km². W 2011 roku gmina liczyła 132 mieszkańców.